# Eudorylas orthogoninus
Eudorylas orthogoninus är en tvåvingeart som först beskrevs av Yang och Xu 1989.  Eudorylas orthogoninus ingår i släktet Eudorylas och familjen ögonflugor. Inga underarter finns listade i Catalogue of Life.